# VTC Woerden
VTC Woerden is een Nederlandse volleybalclub uit Woerden, die is ontstaan uit fusies van Valbovol en Thornax. Thornax was ontstaan uit verschillende fusies met andere volleybalclubs uit Woerden. VTC Woerden bestaat uit bijna 450 leden en behoort daarmee tot de top 20 grootste volleybalverenigingen van Nederland. VTC Woerden heeft een actieve mini afdeling, jeugd afdeling, recreanten afdeling en een dames en heren afdeling. Beide eerste teams komen uit in de 2e divisie en spelen daardoor in de Nationale competitie.

## Externe link

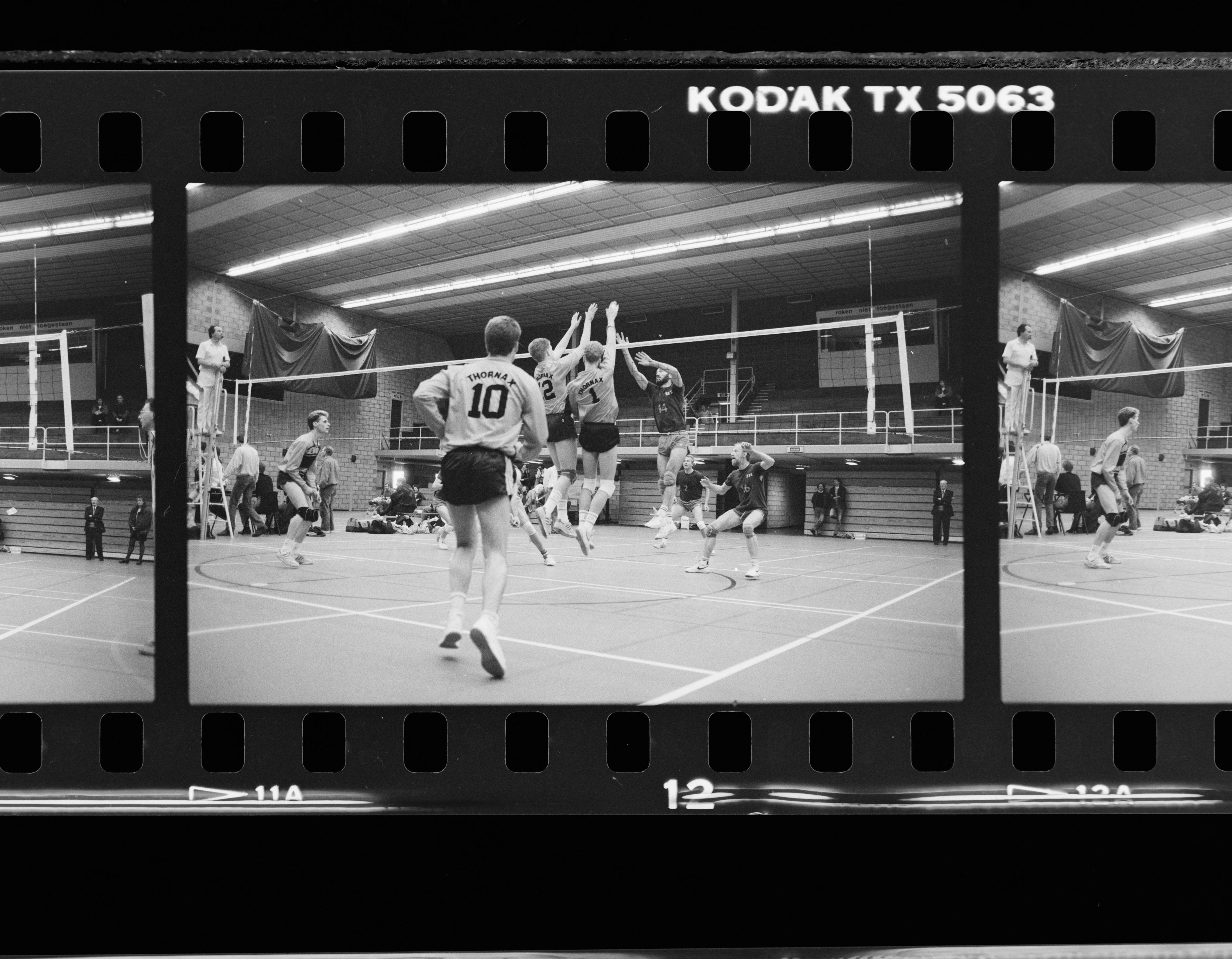
Woerdense volleybalvereniging Thornax, 1989